# Annabella
Annabella (ur. 14 lipca 1907, zm. 18 września 1996) – francuska aktorka filmowa.

## Filmografia
- 1927: Napoleon jako Violine Fleuri, Desiree Clary
- 1933: La Bataille jako Markiza Mitsouko Yorisaka
- 1935: Noc przed bitwą jako Jeanne de Corlaix
- 1949: Ostatnia miłość jako Helene
- 1971: Bonaparte et la revolution jako Violene

## Nagrody
Za rolę Jeanne de Corlaix w filmie Noc przed bitwą została uhonorowana Pucharem Volpiego dla najlepszej aktorki na 4. MFF w Wenecji.